# 星☆美優
星☆美優（ほし みゆう、本名：斉藤美優、さいとうみゆう、1998年3月10日 - ）は、日本の元ジュニアアイドルである。千葉県浦安市出身。ワナップ所属。元Genキッズ子供タレント所属。
2012年4月より高校受験のため活動を休止していたが、受験が終わってもなお目立った活動はしていない。  

## 出演

### テレビ
- シャキーン!（NHK教育）
- チュバチュバワンダーランド（千葉テレビ） ※愛永と沙羅とのユニットC☆starsとして出演
- ピラメキーノおかあさんといっしょ　ママごころ（テレビ東京、2009年） ※ゲスト本人の母親初登場

### 映画
- アキバリオンV（2010年）
- 恐怖の怪奇文（2010年）

### 舞台
- ヒロセプロジェクト「優しい魔法のとなえ方2011」（2011年11月3日-6日、ラゾーナ川崎プラザソル）- 影山アイ 役（Bチーム）

### イベント
- おいも屋本舗 学園祭（2007年5月5日、ライブインマジック）
- 清純!いもうと倶楽部撮影会
- はにとら学園期末テスト（2007年7月8日）
- 杏なつみ12thバースデーイベント（2007年7月16日）
- おいも屋本舗 夏祭り（2007年8月12日）
- 「チュバチュバ・ワンダーランド」お披露目イベント（2007年8月13日、そごう千葉店9階 滝の広場 / 19日、千葉パルコ前イベント広場）
- アイドルステーション夏祭り（2007年8月15日、代々木公園野外ステージ）
- はにとら学園林間学校撮影会（2007年8月25日・26日）

## 作品

### DVD
- スクール水着オーディション Part12 スクール水着編（2006年7月30日、アイマックス）
- スクール水着オーディション Part12 ピカピカ水着編（2006年7月30日、アイマックス）
- 天使の絵日記 小さな胸に高鳴るメロディー（2006年8月20日）
- スク水a GO!GO!Part3（2006年10月30日、アイマックス）
- 天使の絵日記 南国の香りを小さな胸いっぱいに吸い込んで（2006年11月20日）
- 小学生 くすぐり学園 Vol.3（2007年3月27日、TOY WILLO）
- 天使の絵日記 青空に舞う純白の妖精（2007年4月20日、絵日記）
- 小学生くすぐり学園　番外編　幽霊屋敷でオニごっこvol.2（2007年4月26日、TOY WILLO）
- 星☆美優 9歳 目指せ☆みゅ～みゅ!!（2007年6月22日、クララ）
- DVD moecco vol.45 星☆美優『ほし☆ぞら』（2008年10月20日、Task Visual）
- Lovely star（2009年2月13日、心交社）
- ID☆L FARM（2011年4月20日、Blue Corner）
- ID☆L FARM Take2（2011年8月21日、Blue Corner）

## 書籍

### グラビア
- ピュア☆カワ
- Sho→Boh
- 清純!いもうと倶楽部